# Kraborovice
Kraborovice (německy Kraborowitz) jsou obec v okrese Havlíčkův Brod v Kraji Vysočina. Obcí protéká Doubravka, která je pravostranným přítokem říčky Hostačovky. Žije zde 111 obyvatel.

## Části obce
- Kraborovice
- Úhrov

## Pamětihodnosti
- Barokní zámek v Úhrově
- Památná lípa v Úhrově
- Kaple sv. Antonína v Úhrově
- Malé venkovské muzeum v Kraborovicích: nachází se v opravené budově bývalé školy (nyní obecní úřad) a obsahuje exponáty vztahující se k životu na vsi v různých obdobích.

## Historie
První písemná zmínka o obci pochází z roku 1556. V roce 1990 se obec s místní částí Úhrov osamostatnila od obce Vilémov.

## Současnost
Funkci starosty vykonává od roku 2006 František Sojka.
| Rok            | 1869 | 1880 | 1890 | 1900 | 1910 | 1921 | 1930 | 1950 | 1961 | 1970 | 1980 | 1991 | 2001 | 2006 | 2014 |
| Počet obyvatel | 547  | 520  | 461  | 390  | 407  | 374  | 302  | 299  | 300  | 240  | 174  | 118  | 102  | 93   | 90   |

## Galerie

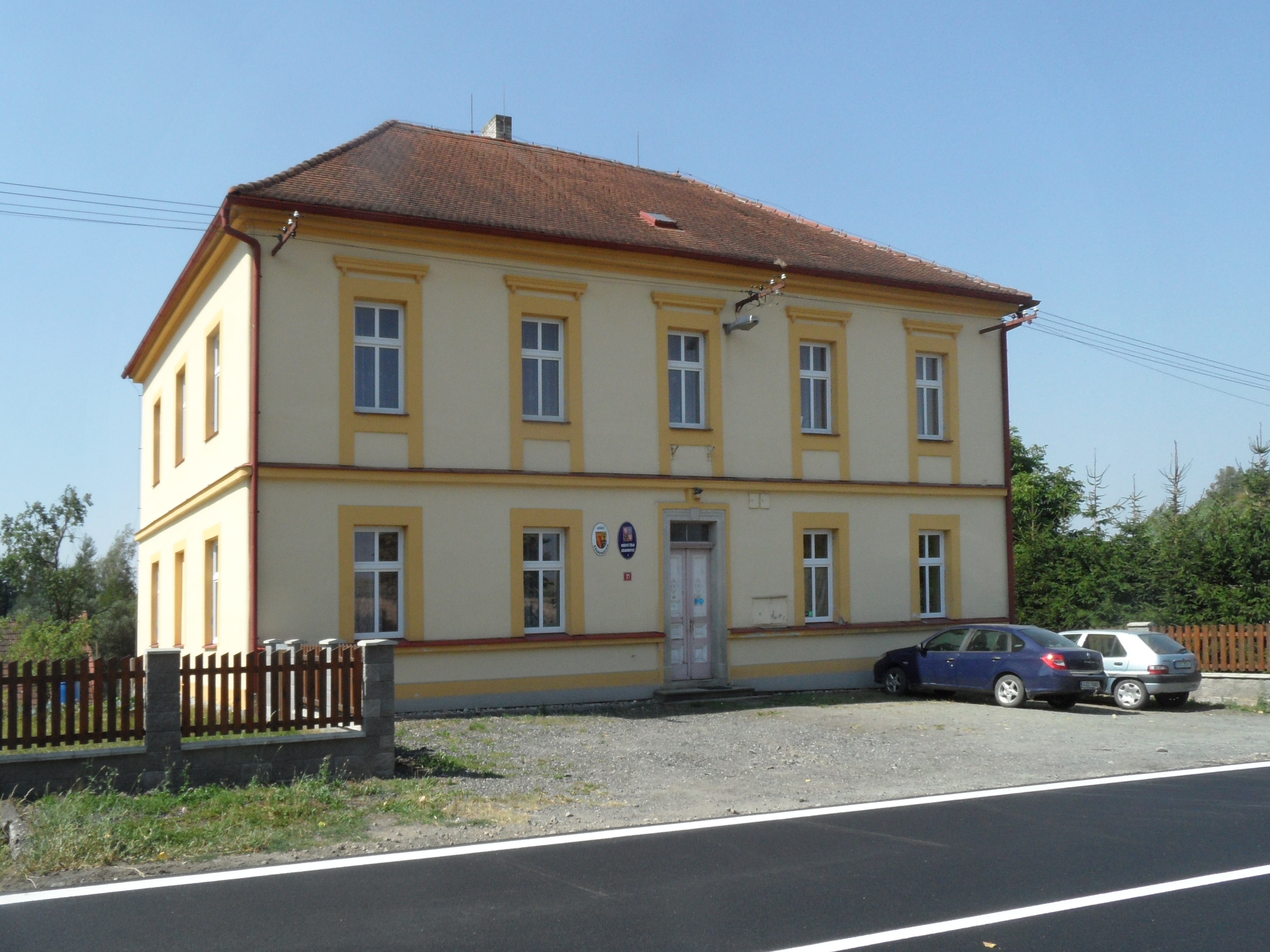
Obecní úřad a muzeum
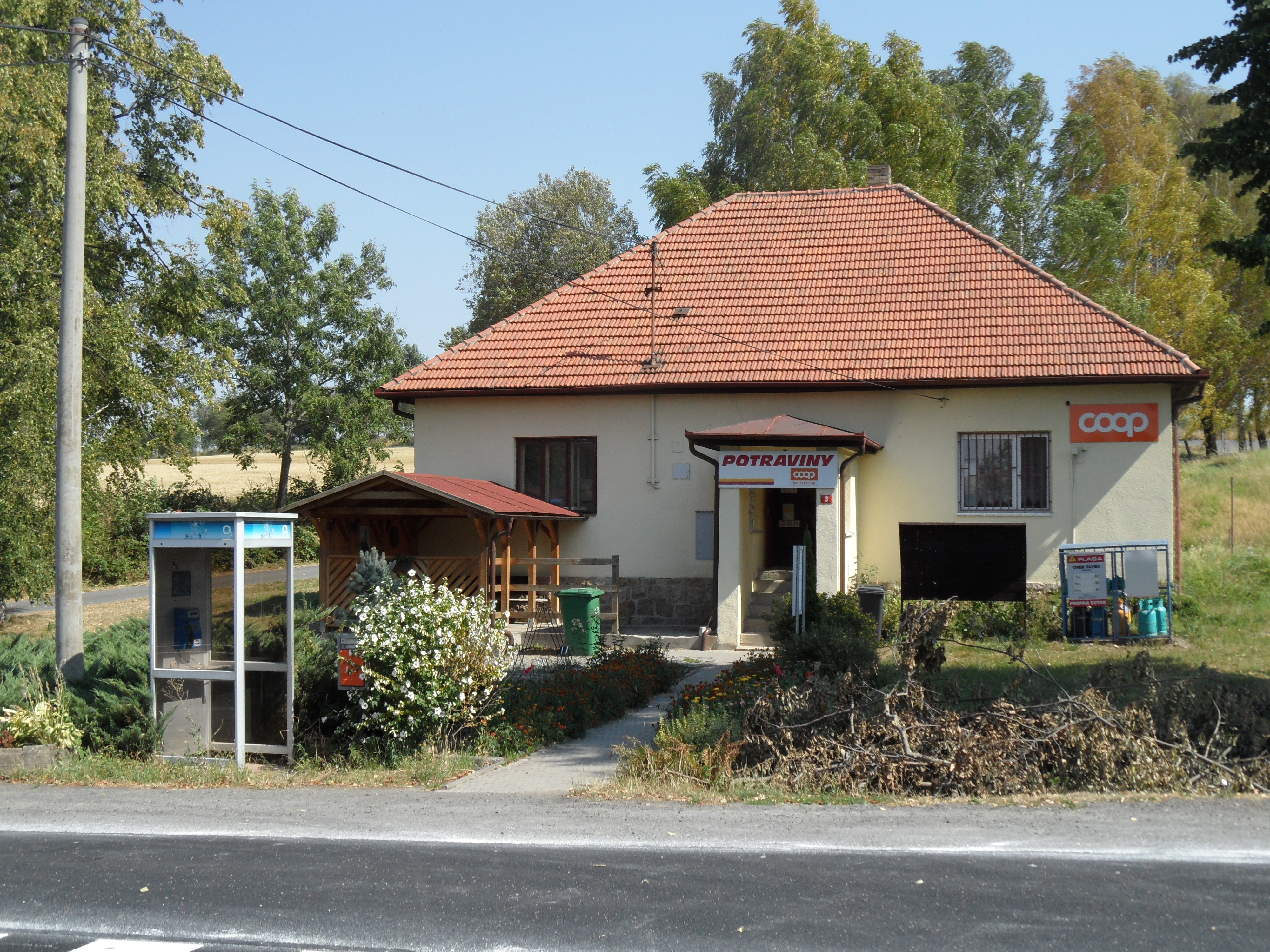
Potraviny COOP
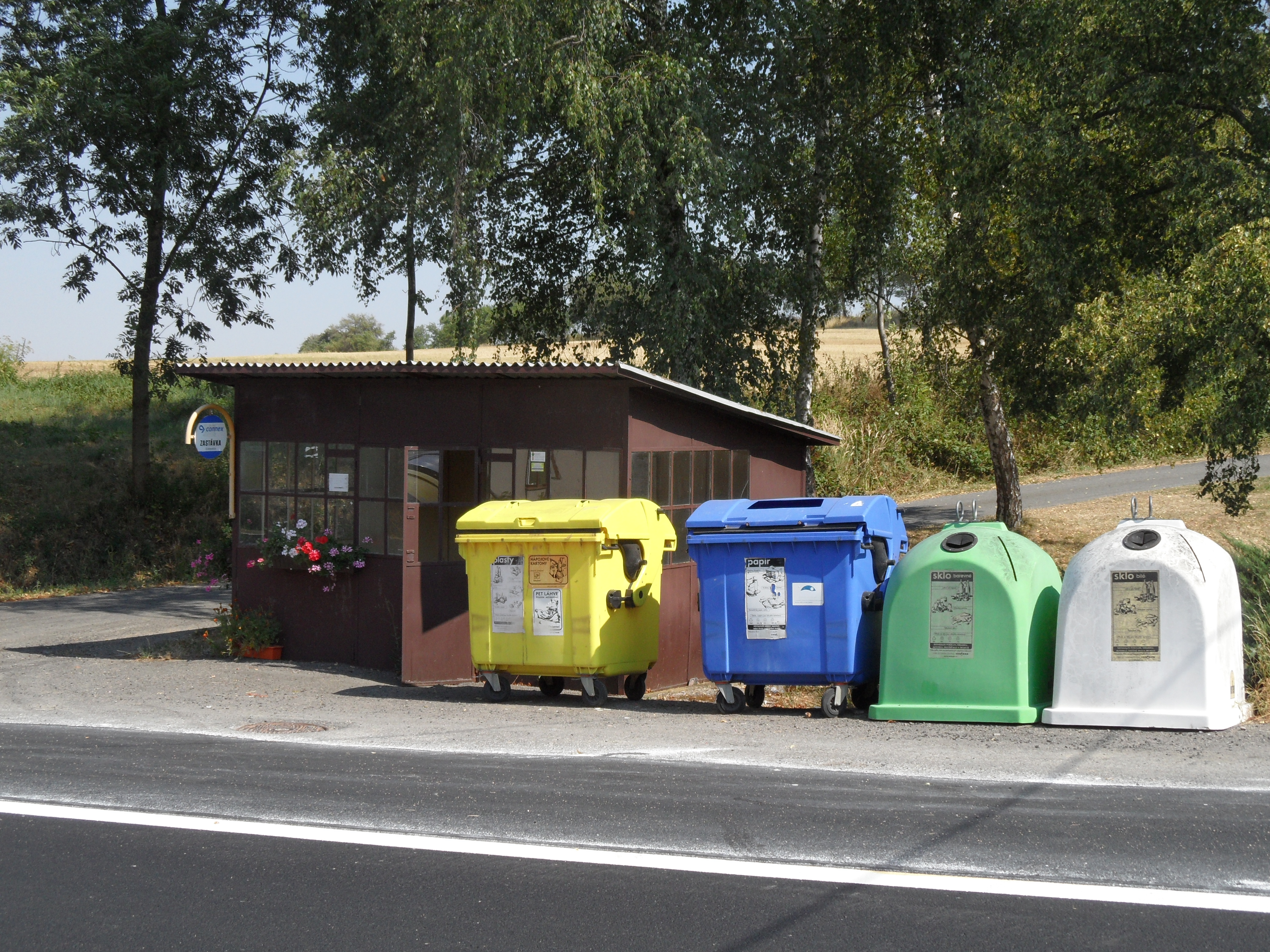
Autobusová zastávka a tříděný odpad
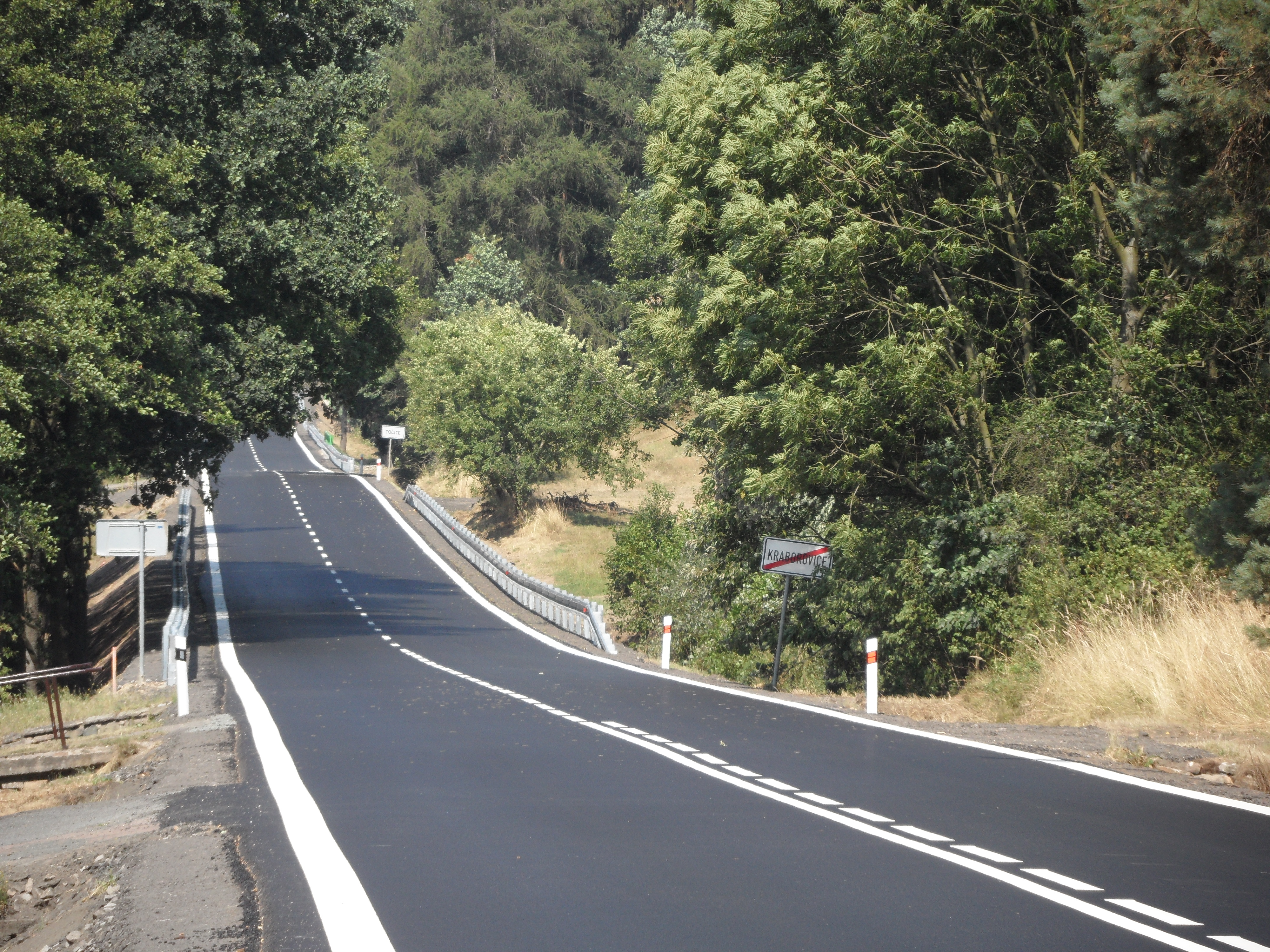
Opravená silnice II/345
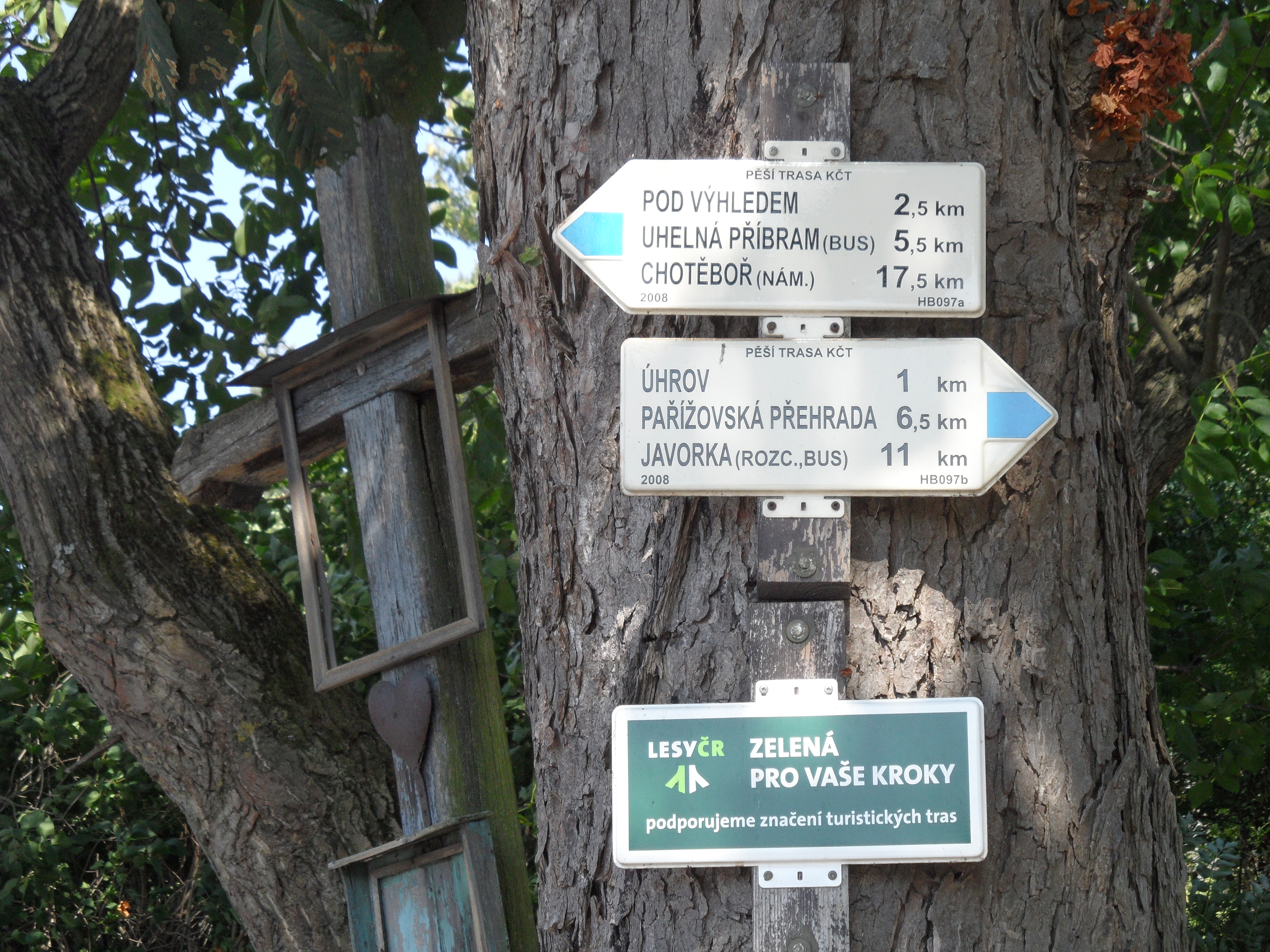
Rozcestník turistických cest